# GFTP
gFTP はLinuxなどで使用できる自由ソフトウェア・オープンソースのFTPクライアント。

## 概要
gFTPはLinuxやMac OS XなどのUnix系OSで使用できる。GUI版（GTK+ を用いる）およびCLI版が存在する。GPLで配布され、45カ国で翻訳されている。
サポートされるプロトコルはFTP、FTPS (制御コネクションのみ)、HTTP、HTTPS、SFTP、FSPとなっている。FTP、HTTPではプロキシサーバ、FXPファイル転送に対応している。
表示の中心部は左右分割となっており、左側にローカル、右側に接続先のリモートファイルシステムを表示する。下の部分にはサーバとの通信状況やファイルの転送状況を表示する。サイト情報はブックマークして保存する事が可能。